# أندرو تايلور ستيل
أندرو تايلور ستيل (بالإنجليزية: Andrew Taylor Still)‏ (6 أغسطس 1828 - 12 ديسمبر 1917) نال شهادة دكتور في الطب، ودكتوراه في تقويم العظام، وهو مؤسس طب تجبير وتقويم العظام (الاستيوباثي). وكان أيضًا طبيبًا وجراحًا ومؤلفًا ومخترعًا ومشرعًا إقليميًا لولاية كانساس. وهو أحد مؤسسي جامعة بيكر، أقدم كلية فترة الدراسة فيها أربع سنوات في ولاية كنساس، ومؤسس المدرسة الأمريكية لتقويم العظام (أصبحت الآن جامعة إيه.تي. ستيل)، وهي أول كلية طب لتقويم العظام في العالم، تقع في كيركسفيل بولاية ميزوري.

## نشأته واهتماماته
كان أندرو نجل طبيب وكاهن في الطائفة الميثودية. قرر أندرو في سن مبكرة اتباع خطوات والده ليكون طبيبًا. بعد دراسة الطب وتدربه تحت إشراف والده، شارك أندرو في الحرب الأهلية الأمريكية وعُيّن مدير مستشفى، لكنه ذكر في سيرته الذاتية لاحقًا أنه عمل في الواقع جرّاحًا. على الرغم من وجود روايات عديدة لسيرة حياته التي تؤكد حصوله على دكتوراه في الطب، إلا أنه لا يوجد سجل يثبت منحه الشهادة على الإطلاق.
في ذلك الوقت، كان على مشرفي المستشفى بالجيش العديد من المسؤوليات، بما في ذلك صيانة مخازن المستشفى والأثاث وتأمين المؤن ولوازم المرضى. نظرًا لعدم وجود الصيادلة في المستشفيات، وكان مديرو المستشفيات يكتبون الوصفات الطبية أيضًا، ويعتنون بالمرضى عند غياب الضباط الطبيين. لذلك، مُنح مُشرفو المستشفيات في بعض الأحيان مكافآت وترقيات لرتبة جراحين أو مساعدي جراحين.
بعد الحرب الأهلية وبعد وفاة زوجته وثلاثة من أبنائه بالإضافة إلى طفل بالتبني من التهاب السحايا النخاعية في عام 1864، استنتج أندرو أن الممارسات الطبية التقليدية كانت في الكثير من الأحيان غير مجدية، بل ضارة. كرس السنوات الثلاثين التالية من حياته في دراسة جسم الإنسان وإيجاد طرق بديلة لعلاج المرض. أكمل خلال هذه الفترة دورة تدريبية قصيرة في الطب في كلية الأطباء والجراحين الجديدة في مدينة كانساس سيتي بولاية ميسوري، عام 1870.
اعتمد أندرو الأفكار الروحانية في وقت ما نحو عام 1867، وقال إنها «شغلت مكانة بارزة ودائمة من تفكيره».

## إقليم كانساس ومنصبه مشرّعًا للولاية
كان أندرو نشطًا في الحركة الإبطالية في الولايات المتحدة وصديقًا وحليفًا لبعض قادة «فري ستيت: الولايات الحرة»، مثل جون براون وجيمس هنري لين. انخرط بشدة في الدفاع حول ما إذا كانت كنساس ستُقبل في الاتحاد كونها ولاية تشجع على العبودية أو ولاية حرة. نص قانون كانساس - نبراسكا لعام 1854 على أن يقرر المستوطنون في هاتين الولايتين المسألة بأنفسهم. اندلعت بعد ذلك الحرب الأهلية في كانساس، إذ حاول الجانبان السيطرة على حكومة الإقليم. انتُخب أندرو في أكتوبر 1857، لتمثيل مقاطعات دوغلاس وجونسون في المجلس التشريعي الإقليمي في كانساس. حمل أندرو وإخوانه السلاح للدفاع عن هذه القضية وشاركوا في معارك سُميت «نزيف كانساس» (بين المواطنين المؤيدين والمناهضين للعبودية). أقر دستور الدولة الحرة بحلول أغسطس عام 1858، وقُبلت كنساس في الاتحاد لتكون ولاية حرة في 29 يناير 1861.

## براءات اختراعه
كان أندرو مفتونًا بالآلات، وكلما واجهته مشكلة ميكانيكية، كانت إجابته دائمًا ابتكار طريقة أفضل لحل العطل. حصل في سبعينيات القرن التاسع عشر على براءة اختراع الإبريج. أدخل تحسينات على آلة مصممة لحصاد القمح والقش، ولكن قبل تقديم براءة اختراع، سُرقت فكرته من قبل مندوب مبيعات تابع لشركة آلات قص الخشب. حصل في عام 1910، على براءة اختراع مضرم فرن عديم الدخان «واجه بعض الصعوبة في تصميم نموذج عمل كامل الحجم. وغلب عليه الحزن بعد وفاة زوجته ماري إلفيرا في مايو 1910، فلم يكن لديه الدافع لمواصلة الأمر، ولم يُسوق الاختراع بنجاح».

## روابط خارجية
- أندرو تايلور ستيل على موقع الموسوعة البريطانية (الإنجليزية)